# British Racing Green
British Racing Green (britisches Renn-Grün) bezeichnet die jahrzehntelang übliche grüne Lackierung von Rennwagen, die von britischen Teams eingesetzt wurden. 
Im British Racing Green gewann der Bugatti Type 35 C des Briten William Grover-Williams 1929 den ersten Großen Preis von Monaco.
Die endgültige grüne Farbwahl der Briten geht vermutlich auf einen Einsatz eines Rennautos von Napier & Son auf der „grünen Insel“ Irland zurück.
Das rote italienische Gegenstück ist das Rosso Corsa, das oft nur noch mit Ferrari in Verbindung gebracht wird. Frankreich, insbesondere Bugatti, nutzte Hellblau, deutsche Rennwagen waren bis 1934 weiß, danach auch silberfarben (Silberpfeil).
Obwohl auch helle Töne verwendet wurden, wird im Fahrzeuglackbereich heute meist ein dunkelgrüner Lack darunter verstanden. So ist der neue Mini von BMW in der Farbe British Racing Green erhältlich.

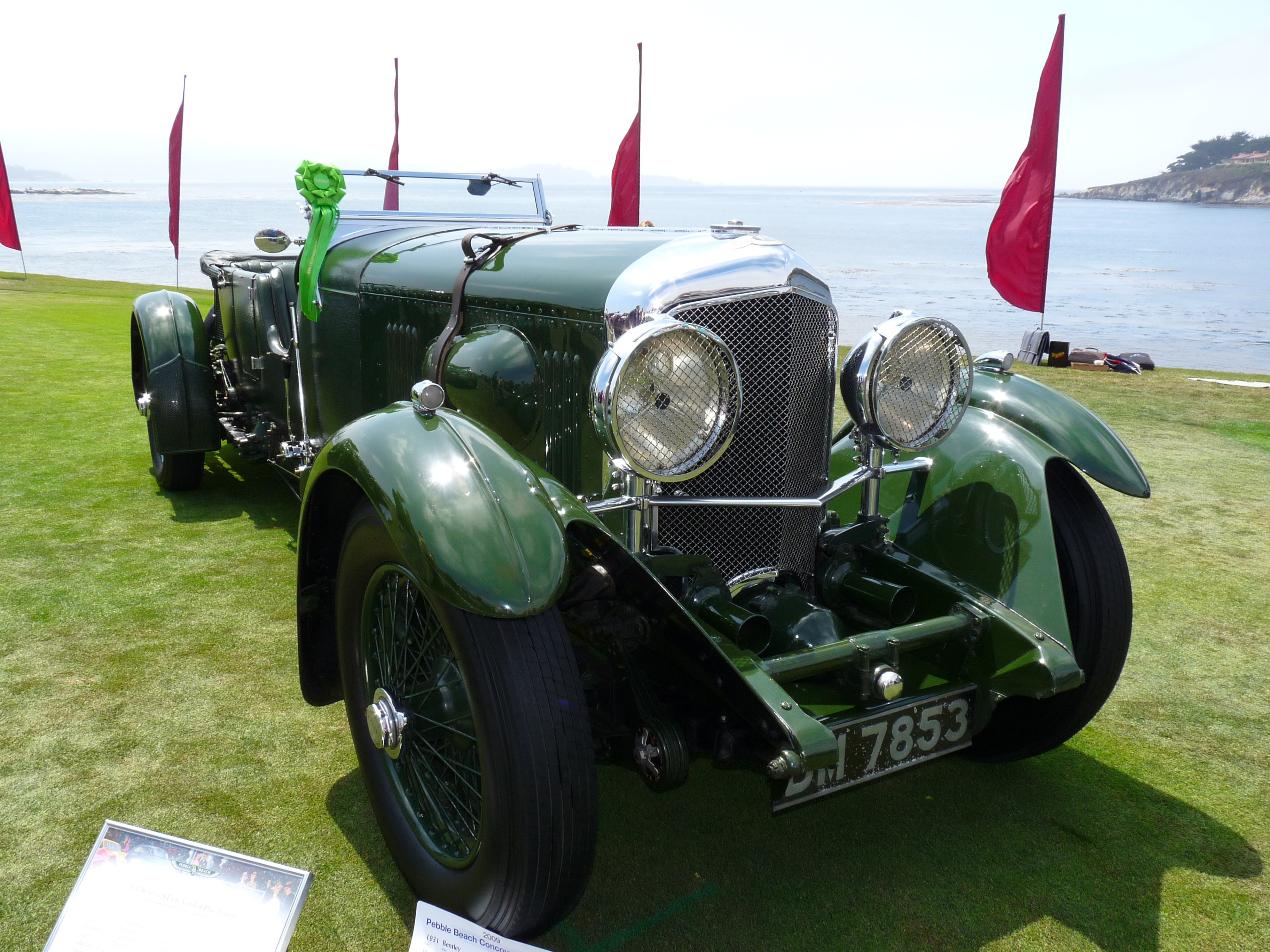
Bentley 8 Litre von 1931 in British Racing Green
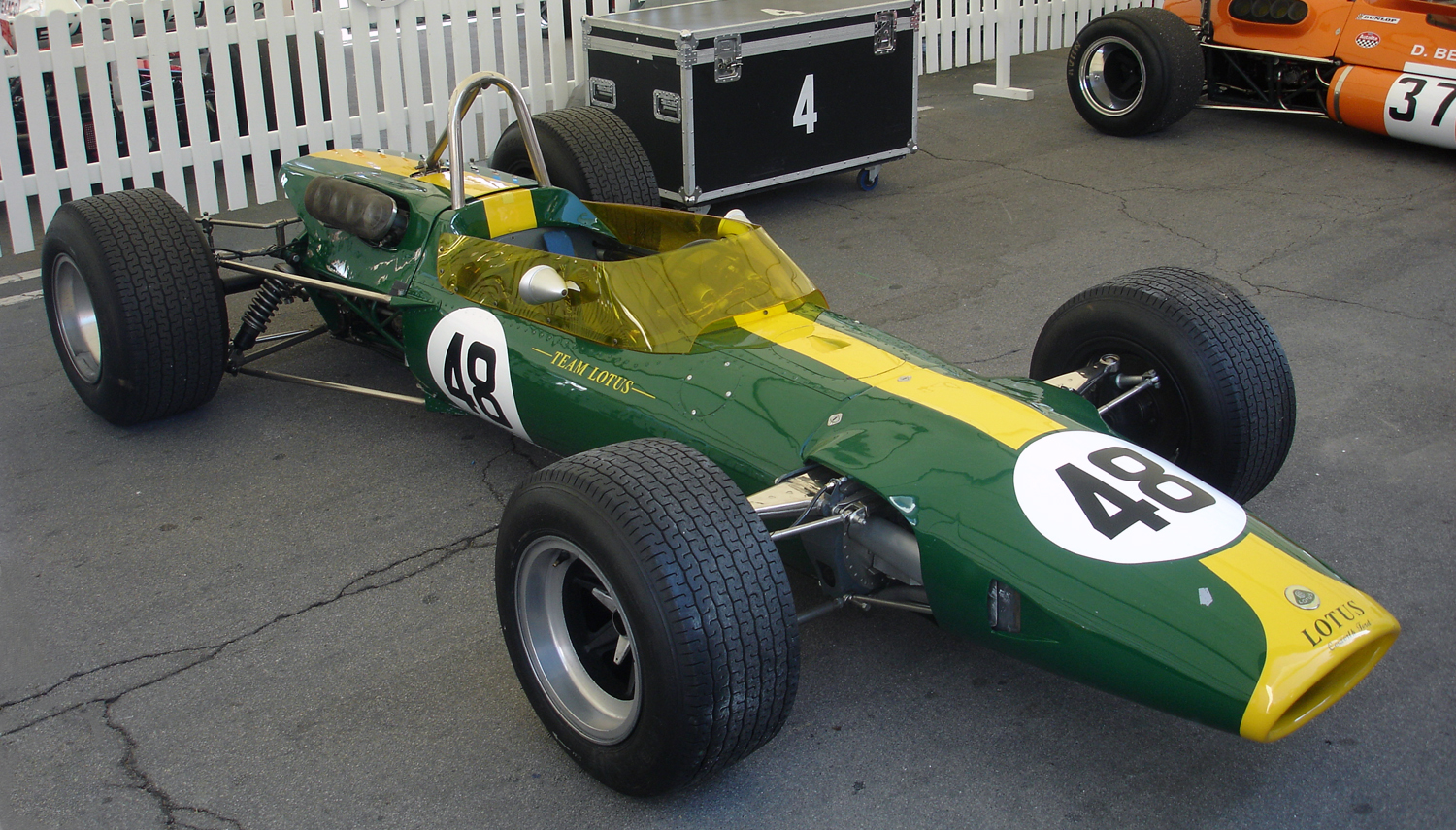
Lotus 48 in British Racing Green
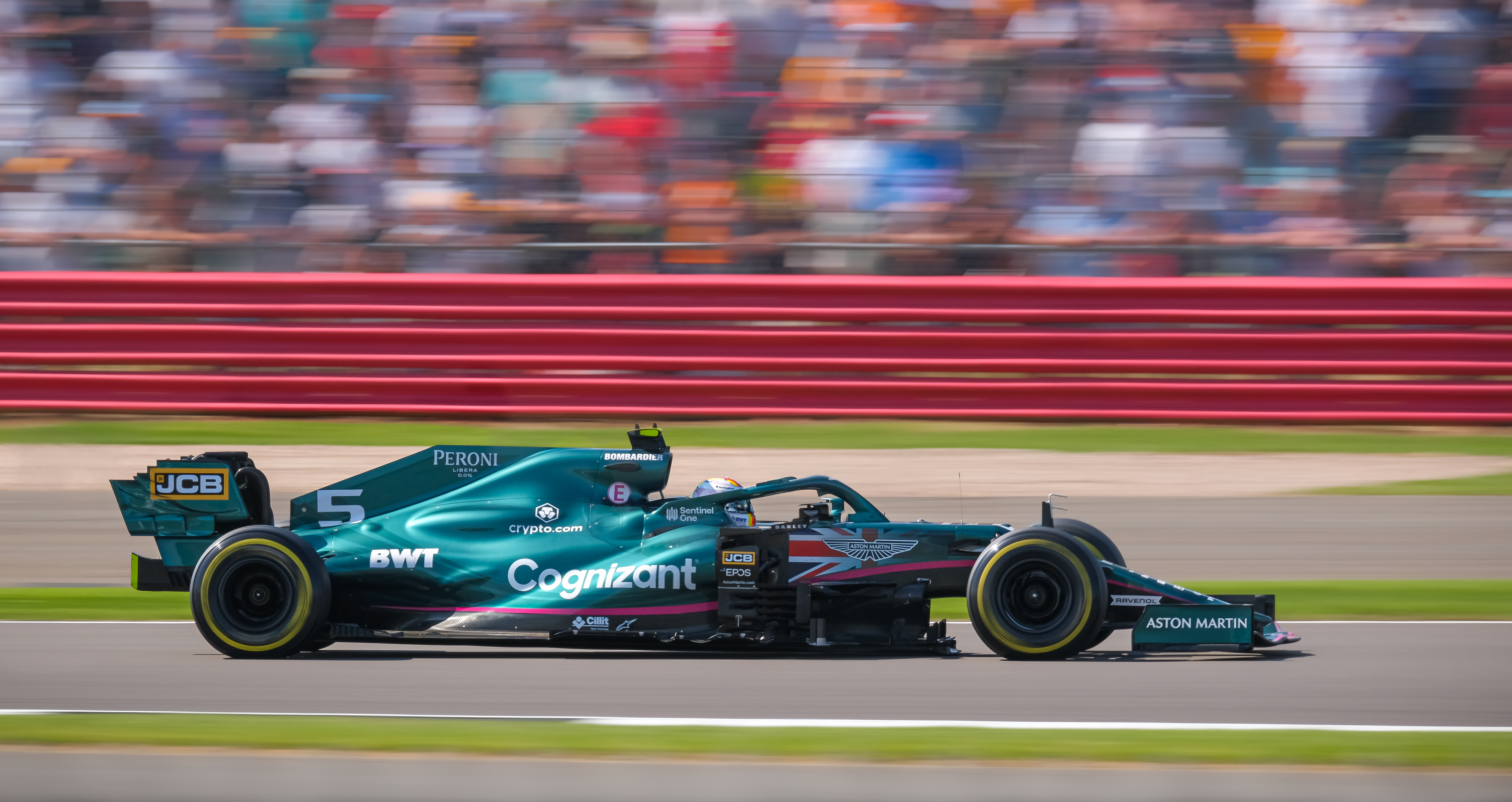
Aston Martin AMR21 in British Racing Green beim Großen Preis von Großbritannien 2021
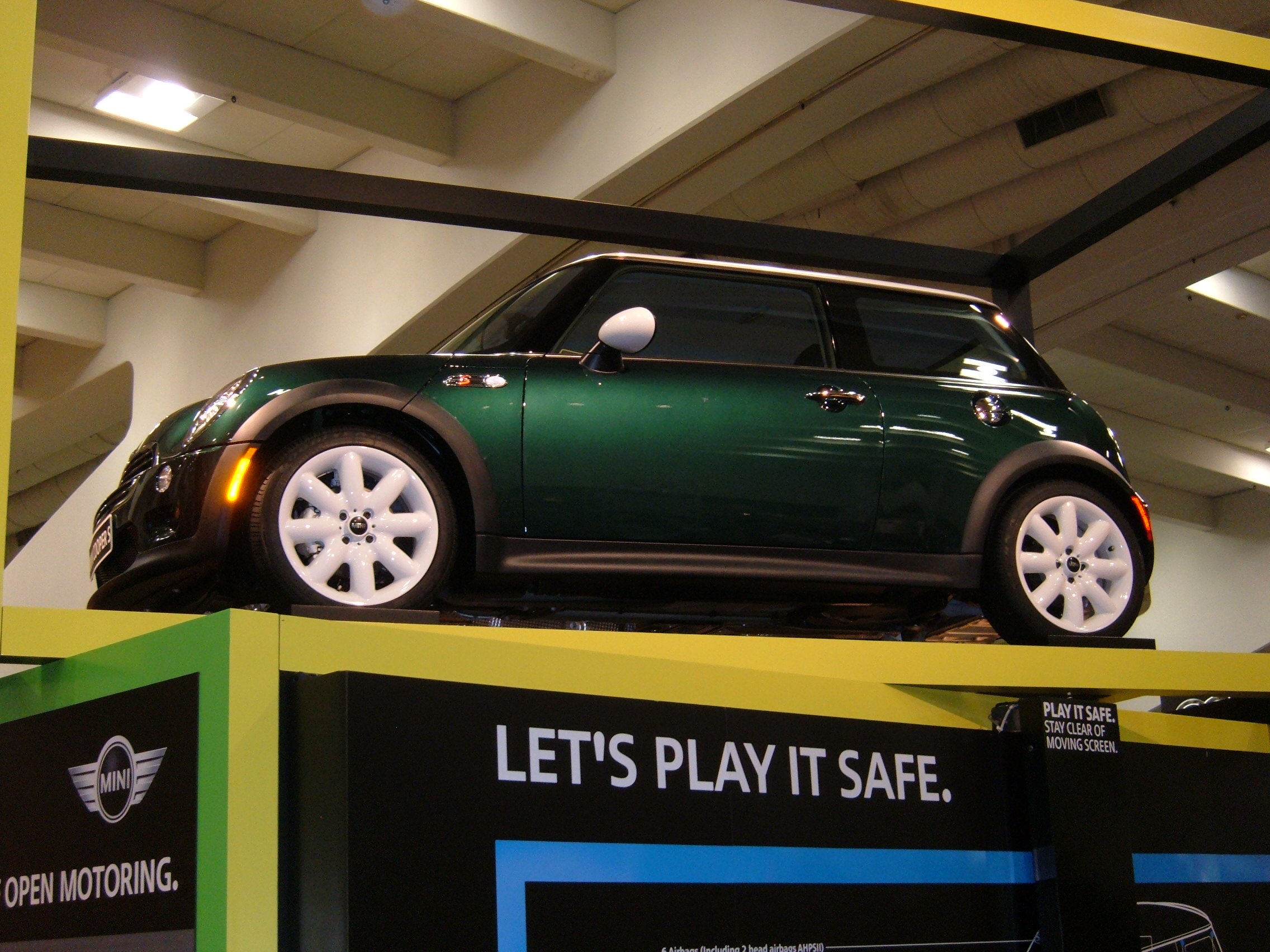
Moderne Interpretation: Mini Cooper S in British Racing Green